# 군함조과
군함조과(軍艦鳥科)는 가다랭이잡이목의 한 과이다. 군함조속(Fregata), †담수군함조속(Limnofregata)으로 이루어져 있으며, 모두 다섯 종이 속해 있다. 이들은 모두 긴 날개, 꼬리, 부리를 지니고 있으며, 수컷은 암컷을 유혹하기 위해 빨간 목을 부풀수 있다. 이전에는 사다새목으로 분류하였으나 최근에는 가다랭이잡이목으로 분류하고 있다.
군함조들의 주식은 물고기이지만, 약간의 먹이는 다른 새들로부터 훔치기도 하며, 새끼를 잡아먹기도 한다. 이들은 일시적이나마 일부일처이며, 무리를 지어 집을 짓는다. 집은 외진 섬의 낮은 나무나 땅에 만든다. 암컷이 번식기에 낳는 알은 하나이며, 이들이 새끼를 돌보는 기간은 조류 중 가장 긴 편이다.

## 하위 분류
- 아메리카군함조 (Fregata magnificens)
- 어센션군함조 (Fregata aquila)
- 흰배군함조 (Fregata andrewsi)
- 큰군함조 (Fregata minor)
- 군함조 (Fregata ariel)